# Novociudneve, Kazanka
Novociudneve (în ucraineană Новочудневе) este un sat în comuna Cervona Znameanka din raionul Kazanka, regiunea Mîkolaiiv, Ucraina.

## Demografie
Componența lingvistică a localității Novociudneve
     Ucraineană (91,76%)
     Rusă (4,71%)
     Română (2,35%)
     Belarusă (1,18%)
Conform recensământului din 2001, majoritatea populației localității Novociudneve era vorbitoare de ucraineană (91,76%), existând în minoritate și vorbitori de rusă (4,71%), română (2,35%) și belarusă (1,18%).